# Acontia areloides
Acontia areloides är en fjärilsart som beskrevs av Barnes och Mcdunnough 1912. Acontia areloides ingår i släktet Acontia och familjen nattflyn. Inga underarter finns listade i Catalogue of Life.

## Bildgalleri

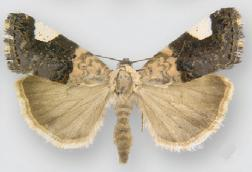
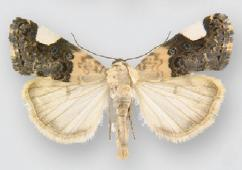